# Grande Loge du Japon

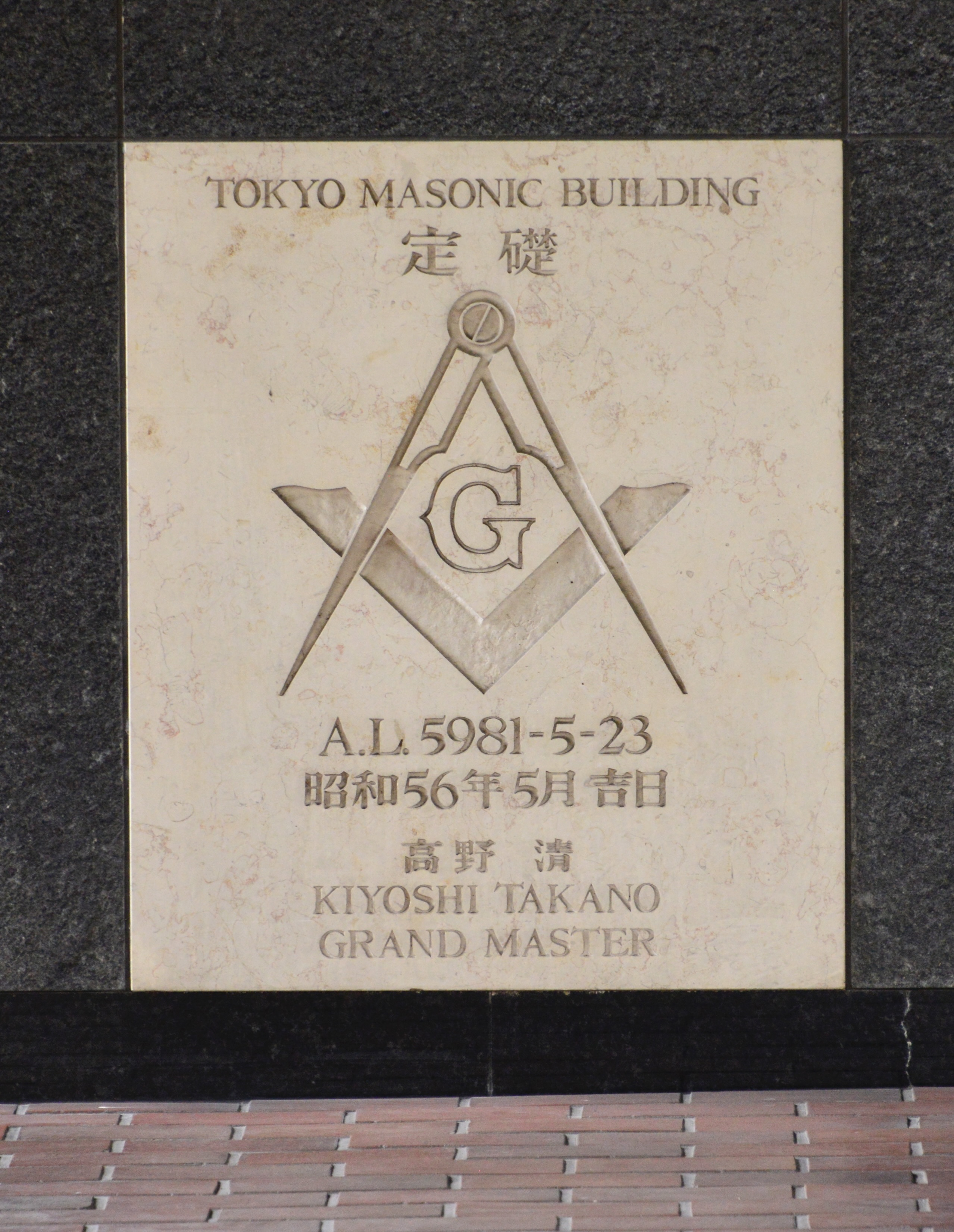
Plaque inaugurale du Tokyo Masonic Building, à Tokyo.

La Grande Loge du Japon (日本グランドロッジ) ou Grande Loge du Japon des maçons libres et acceptés est la première obédience maçonnique constituée dans l'histoire du Japon. Créée en 1957, elle s'inscrit dans la continuité de l'histoire de la franc-maçonnerie japonaise et fait partie de la mouvance de la Grande Loge unie d'Angleterre.

## Franc-maçonnerie au Japon

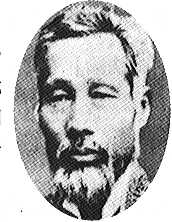
Tsuda Mamichi

Un des premiers francs-maçons connu du Japon fut le diplomate et homme politique Hayashi Tadasu, initié dans la loge « Empire n°2018 » le 24 février 1903. Mais la découverte d'une documentation en 1978 a permis d'établir que des liens entre la franc-maçonnerie et le Japon existent depuis la fin de l'époque d'Edo au travers de jeunes étudiants japonais faisant un cursus en Europe aux Pays-Bas et au sein de l'Université de Leyde. C'est sous l'enseignement et par le professeur Simon Vissering (de)  avec qui ils se lieront d'amitié, que ces deux étudiants, Nishi Amane et son ami Mamichi Tsuda sont tous deux cooptés et présentés à sa loge maçonnique « Vertu n°7 ». Ils sont initiés le 20 octobre 1864 et sont parmi les premiers francs-maçons du Japon .
Les archives de la Grande Loge d'Irlande conservent les comptes rendus des tenues maçonniques de la loge militaire « Sphinx Lodge » appartenant au 20e régiment de fusiliers du Lancashire qui fut affecté à Yokohama en 1864 peu après l'ouverture du Japon. Ses membres se rassemblèrent en janvier 1865 pour la première fois, dans un bâtiment loué au 72 du quartier Honcho. À la suite de l'augmentation de la demande de civils souhaitant adhérer à la franc-maçonnerie, une demande de patente de création est faite à la Grande Loge unie d'Angleterre qui autorise la création, le 26 juin 1866, de la « Yokohama Lodge ». Dix-sept francs-maçons prennent part à l'allumage des feux de la première loge créée au Japon.
Dans la période qui précède l'engagement du Japon dans la Seconde Guerre mondiale, les mesures prises par le gouvernement japonais à l'encontre des étrangers obligent à la mise en sommeil de la « Yokohama Lodge ». Cependant les membres de cette loge, appartenant pour la plupart au corps diplomatique, continuent de se réunir avec les frères d'une autre loge sous patente de la Grande Loge d’Écosse, la « Star in the East n°640 ». Sitôt après la déclaration de guerre, les membres de cet atelier sont emprisonnés et invités six mois plus tard à quitter le Japon. La franc-maçonnerie est interdite au Japon et il n'existe aucune activité clandestine connue. Après la capitulation du Japon en septembre 1945 réapparaît alors une faible activité maçonnique issue de loges militaires, mais aucune loge ayant existé avant guerre n'est réveillée dans cette période d'occupation.
Après une période de latence et avec l'aide de francs-maçons expérimentés résidant à nouveau au Japon, la loge « Star in the East n°640 » est réactivée en avril 1946. En septembre de cette même année la loge « Hyogo-Osaka n°498 » à l'est de Kobe et dépendant également de la Grande Loge d’Écosse est réveillée, une troisième loge sous juridiction de la Grande Loge unie d'Angleterre fut également réanimée. Elles sont les trois seules à retrouver une activité après la guerre sur les cinq créations qui les avaient précédées. La 1re loge à accueillir des civils, la « Yokohama Lodge », ne fut pas réanimée.
À partir de 1948, des maçons des forces d'occupation de divers lieux du pays souhaitent créer de nouvelles loges et sollicitent des lettres patentes à diverses juridictions dans le monde. C'est la Grande Loge des Philippines qui finit par délivrer une patente de création et trois nouvelles loges voient le jour à Yokosuka, Yokohama et Tokyo. D'autres suivront principalement dans les villes qui abritent des garnisons. La réception de Japonais au sein de ces loges étant toujours interdite, la « Tokyo Masonic Lodge » requiert avec insistance auprès de la grande loge tutélaire, l'autorisation de les initier. Si le principe est finalement accepté, la première initiation d'un Japonais n'intervient qu'en janvier 1951. Une grande partie des candidats sont issus des milieux politiques ou journalistiques, mais on trouve aussi quelques personnalités japonaises, tel le prince Naruhiko Higashikuni reçu dans l'« Unity Lodge n°45 » ou encore le Premier ministre Ichiro Hatoyama, élevé à la maîtrise en 1955.

## Histoire de la Grande Loge
En 1954, l’effectif global des loges maçonniques du Japon avoisine les 2 500 membres, des francs-maçons japonais émettent alors le souhait de créer une grande loge indépendante en se séparant de la Grande Loge des Philippines, obédience d'origine des loges japonaises. C'est en ce sens que les membres de la « Moriahyama Lodge n° 134 » vote en janvier 1957, en se prévalant des effectifs au Japon, une résolution tendant à cette création. Les auteurs de la résolution sollicitent une assemblée maçonnique qui se tient à Tokyo en mars 1957 en présence des grands maîtres des districts du Japon. Selon l'usage maçonnique qui veut que trois loges régulièrement constituées peuvent créer une obédience, l'assemblée vote la création de la « Grande Loge du Japon », elle se dote immédiatement de statuts et de règlements et procède à l’élection d'un collège des officiers. Le premier grand-maître est le diplomate vénézuélien Carlos Rodriguez-Jiménez.
Dès la création, le premier grand-maître sollicite la reconnaissance de la Grande Loge des Philippines, qui refuse cette scission lors d'un vote de son assemblée générale. La nouvelle Grande Loge du Japon en prend acte et passe outre en délivrant des patentes à toutes les loges qui se placent volontairement sous sa juridiction indépendante. La Grande Loge du Japon, pour marquer définitivement son autonomie et un non-retour inéluctable, renvoie à l'ancienne obédience de tutelle toutes les patentes des loges ralliées à la première obédience maçonnique créée au Japon. Elle sollicite rapidement la reconnaissance de grandes loges à travers le monde. La première à lui accorder, est celle de la Grande Loge de Caroline du Sud dont le Général MacArthur est une personnalité éminente qui offre son support à l'allumage de plusieurs loges, la Grande Loge du Venezuela est la seconde, en 1957, une douzaine de grandes loges la reconnait. Mais c'est surtout après une période de latence et d'observation que d'autres grandes loges dans le monde suivront le cours de l'histoire. Au XXIe siècle la Grande Loge du Japon collationne près de 150 reconnaissances et traités d'amitié avec des obédiences dans le monde, dans la mouvance de la Grande Loge unie d'Angleterre avec laquelle elle entretient des relations officielles, et s'inscrit dans la continuité de l'histoire de la franc-maçonnerie japonaise. Elle compte en 2016 une cinquante de loges placées sous sa juridiction.

## Listes des dirigeants
Les dirigeants de la Grande Loge du Japon sont généralement nommés pour un an et portent le titre de Grand-maître.
- 1957/58 Carlos Rodriguez-Jimenez
- 1959 Sadaichi Horiuchi
- 1960 Kiyoshi Togasaki
- 1961 Carl T. Nakamura
- 1962 Nohea O. A. Peck
- 1963 George B. Morgulis
- 1964 George H. Booth
- 1965 Saburo L. Kitamura
- 1966 Norman Cohen
- 1967 Masaji Matsumoto
- 1968 Chester O. Neilsen
- 1969 Floyd J. Robertson
- 1970 Yoshio Yamada
- 1971 Floren L. Quick
- 1972 Frederick S. Kashiwagi
- 1973 Charles P. Weatherman
- 1974 Tsune Yamada
- 1975 Leo N. Parlavecchio
- 1976 Shigeru Nishiyama
- 1977 Roy Baker
- 1978 Ronald E. Napier
- 1979 	Howard M. Voss, Jr.
- 1980 Yasutada Kitamura
- 1981 Kiyoshi Takano
- 1982 Hayao Ohnishi
- 1983  James L. Johnston
- 1984 Paul E. Newman
- 1985 Carl L. Potts
- 1986/87 Chester L. Ditto
- 1988 Toshio Fujino
- 1989/91 Hideo Kobayashi
- 1990 Yoshio Washizu
- 1992 Richard A. Cripe, Jr.
- 1993  R. David Pogue, Sr.
- 1994 Allen L. Robinson
- 1995 Akira Yamaya
- 1996 William D. Patterson
- 1998 William M. Heath
- 1999 Frederic R. Collins
- 2000 Kazuhiro Watanabe
- 2001 Eiichi Inae
- 2002 Philip A. Ambrose
- 2003 Jack C. Miller
- 2004 Saburo Katagiri
- 2005 Robert D. Target
- 2006 Mitsuru Ishii
- 2007 Joedie J. Poole
- 2008 Michael D. Setzer
- 2009 Robert H. Koole
- 2010 Akira Washikita
- 2011 Donald K. Smith
- 2012 Kazufumi Mabuchi
- 2013 Yoshiharu Shimokawa
- 2014 Victor O. Ortiz
- 2015 Marvin D. Abueg
- 2016 Norihiro Inomata
  - 2017 Shinya Takeda